# Mats Wilander
Mats Wilander (Växjö, Suècia, 22 d'agost de 1964) és un jugador professional de tennis suec retirat que va assolir el primer lloc en la classificació mundial l'any 1988.
Al llarg de la seva carrera va guanyar set torneigs individuals del Grand Slam (tres Roland Garros, tres Open d'Austràlia i un US Open) i també un títol de dobles masculins (Wimbledon). Va guanyar el primer títol de Grand Slam amb només disset anys i va guanyar almenys dos títols individuals de Grand Slam en cada superfície (tot i no guanyar a Wimbledon, dos dels Open d'Austràlia els va guanyar sobre gespa). Va acumular un total de 33 títols individuals i set en dobles masculins durant la seva trajectòria. Se'l recorda, en especial, per l'any en què va dominar el circuit, el 1988, en què va guanyar tres de les quatre finals del Grand Slam. Gràcies a ell, Suècia va assolir set finals consecutives de la Copa Davis a la dècada de 1980.
Va ser inclòs en l'International Tennis Hall of Fame l'any 2002.

## Biografia
Es va casar amb la model sud-africana Sonya Mulholland l'any 1987 i es van establir a Hailey. El matrimoni va tenir quatre infants: Emma, Karl, Erik i Oskar.
Després de la seva retirada va ser nomenat capità de l'equip suec de la Copa Davis durant uns anys i d'entrenador de Tatiana Golovin l'any 2007. Eventualment és comentarista de tennis per Eurosport.

## Torneigs de Grand Slam

### Individual: 11 (7−4)
| Resultat  | Núm. | Any  | Torneig              | Oponent         | Resultat                   |
| --------- | ---- | ---- | -------------------- | --------------- | -------------------------- |
| Guanyador | 1.   | 1982 | Roland Garros        | Guillermo Vilas | 1−6, 7−6(6), 6−0, 6−4      |
| Finalista | 1.   | 1983 | Roland Garros        | Yannick Noah    | 2−6, 5−7, 6−7(3)           |
| Guanyador | 2.   | 1983 | Open d'Austràlia     | Ivan Lendl      | 6−1, 6−4, 6−4              |
| Guanyador | 3.   | 1984 | Open d'Austràlia (2) | Kevin Curren    | 6−7(5), 6−4, 7−6(3), 6−2   |
| Guanyador | 4.   | 1985 | Roland Garros (2)    | Ivan Lendl      | 3−6, 6−4, 6−4, 6−2         |
| Finalista | 2.   | 1985 | Open d'Austràlia     | Stefan Edberg   | 4−6, 3−6, 3−6              |
| Finalista | 3.   | 1987 | Roland Garros (2)    | Ivan Lendl      | 5−7, 2−6, 6−3, 6−7(3)      |
| Finalista | 4.   | 1987 | US Open              | Ivan Lendl      | 7−6, 0−6, 6−7, 4−6         |
| Guanyador | 5.   | 1988 | Open d'Austràlia (3) | Pat Cash        | 6−3, 6−7(3), 3−6, 6−1, 8−6 |
| Guanyador | 6.   | 1988 | Roland Garros (3)    | Henri Leconte   | 7−5, 6−2, 6−1              |
| Guanyador | 7.   | 1988 | US Open              | Ivan Lendl      | 6−4, 4−6, 6−3, 5−7, 6−4    |

### Dobles masculins: 3 (1−2)
| Resultat  | Núm. | Any  | Torneig          | Parella        | Oponents                          | Resultat                |
| --------- | ---- | ---- | ---------------- | -------------- | --------------------------------- | ----------------------- |
| Finalista | 1.   | 1984 | Open d'Austràlia | Joakim Nystrom | Mark Edmondson Sherwood Stewart   | 2−6, 2−6, 5−7           |
| Guanyador | 1.   | 1986 | Wimbledon        | Joakim Nystrom | Gary Donnelly Peter Fleming       | 7−6(4), 6−3, 6−3        |
| Finalista | 2.   | 1986 | US Open          | Joakim Nystrom | Andrés Gómez Slobodan Zivojinovic | 6−4, 3−6, 3−6, 6−4, 3−6 |

## Palmarès

### Individual: 59 (33−26)
| Llegenda (pre/post 2009)                                 |
| -------------------------------------------------------- |
| Grand Slams (7−4)                                        |
| Tennis Masters Cup / ATP Finals (0−1)                    |
| ATP Masters Series / ATP World Tour Masters 1000 (0−0)   |
| ATP International Series Gold / ATP World Tour 500 (0−0) |
| ATP International Series / ATP World Tour 250 (26−21)    |

| Títols per superfície |
| --------------------- |
| Dura (9−8)            |
| Gespa (2−1)           |
| Terra batuda (20−11)  |
| Moqueta (2−6)         |

| Resultat  | Núm. | Data                   | Torneig                                  | Superfície   | Oponent           | Marcador                   |
| --------- | ---- | ---------------------- | ---------------------------------------- | ------------ | ----------------- | -------------------------- |
| Finalista | 1.   | 16 de novembre de 1981 | Bangkok, Tailàndia                       | Moqueta (i)  | Bill Scanlon      | 2−6, 3−6                   |
| Finalista | 2.   | 8 de març de 1982      | Brussel·les, Bèlgica                     | Moqueta (i)  | Vitas Gerulaitis  | 6−4, 6−7(2), 2−6           |
| Guanyador | 1.   | 24 de maig de 1982     | Roland Garros, França                    | Terra batuda | Guillermo Vilas   | 1−6, 7−6(6), 6−0, 6−4      |
| Guanyador | 2.   | 12 de juliol de 1982   | Båstad, Suècia                           | Terra batuda | Henrik Sundström  | 6−4, 6−4                   |
| Guanyador | 3.   | 20 de setembre de 1982 | Ginebra, Suïssa                          | Terra batuda | Tomáš Šmíd        | 7−5, 4−6, 6−4              |
| Guanyador | 4.   | 4 d'octubre de 1982    | Barcelona, Espanya                       | Terra batuda | Guillermo Vilas   | 6−3, 6−4, 6−3              |
| Finalista | 3.   | 11 d'octubre de 1982   | Basilea, Suïssa                          | Dura (i)     | Yannick Noah      | 4−6, 2−6, 3−6              |
| Finalista | 4.   | 1 de novembre de 1982  | Estocolm, Suècia                         | Dura (i)     | Henri Leconte     | 6−7(4), 3−6                |
| Finalista | 5.   | 24 de gener de 1983    | Guarujá, Brasil                          | Terra batuda | Jose-Luis Clerc   | 6−3, 5−7, 1−6              |
| Guanyador | 5.   | 28 de març de 1983     | Montecarlo, Mònaco                       | Terra batuda | Mel Purcell       | 6−1, 6−2, 6−3              |
| Guanyador | 6.   | 4 d'abril de 1983      | Lisboa, Portugal                         | Terra batuda | Yannick Noah      | 2−6, 7−6(2), 6−4           |
| Guanyador | 7.   | 11 d'abril de 1983     | Ais de Provença, França                  | Terra batuda | Sergio Casal      | 6−3, 6−2                   |
| Finalista | 6.   | 23 de maig de 1983     | Roland Garros                            | Terra batuda | Yannick Noah      | 2−6, 5−7, 6−7(3)           |
| Guanyador | 8.   | 11 de juliol de 1983   | Båstad (2)                               | Terra batuda | Anders Järryd     | 6−1, 6−2                   |
| Guanyador | 9.   | 15 d'agost de 1983     | Cincinnati, Estats Units                 | Dura         | John McEnroe      | 6−4, 6−4                   |
| Guanyador | 10.  | 19 de setembre de 1983 | Ginebra (2)                              | Terra batuda | Henrik Sundström  | 3−6, 6−1, 6−3              |
| Guanyador | 11.  | 3 d'octubre de 1983    | Barcelona (2)                            | Terra batuda | Guillermo Vilas   | 6−0, 6−3, 6−1              |
| Guanyador | 12.  | 31 d'octubre de 1983   | Estocolm                                 | Dura (i)     | Tomáš Šmíd        | 6−1, 7−5                   |
| Guanyador | 13.  | 29 de novembre de 1983 | Open d'Austràlia, Austràlia              | Gespa        | Ivan Lendl        | 6−1, 6−4, 6−4              |
| Finalista | 7.   | 19 de març de 1984     | Milà, Itàlia                             | Moqueta      | Stefan Edberg     | 4−6, 2−6                   |
| Finalista | 8.   | 16 d'abril de 1984     | Montecarlo                               | Terra batuda | Henrik Sundström  | 3−6, 5−7, 2−6              |
| Guanyador | 14.  | 20 d'agost de 1984     | Cincinnati (2)                           | Dura         | Anders Järryd     | 7−6(4), 6−3                |
| Guanyador | 15.  | 1 d'octubre de 1984    | Barcelona (3)                            | Terra batuda | Joakim Nystrom    | 7−6(5), 6−4, 0−6, 6−2      |
| Finalista | 9.   | 29 d'octubre de 1984   | Estocolm (2)                             | Dura (i)     | John McEnroe      | 2−6, 6−3, 2−6              |
| Guanyador | 16.  | 26 de novembre de 1984 | Open d'Austràlia (2)                     | Gespa        | Kevin Curren      | 6−7(5), 6−4, 7−6(4), 6−2   |
| Finalista | 10.  | 11 de març de 1985     | Brussel·les (2)                          | Dura (i)     | Anders Järryd     | 4−6, 6−3, 5−7              |
| Finalista | 11.  | 1 d'abril de 1985      | Montecarlo (2)                           | Terra batuda | Ivan Lendl        | 1−6, 3−6, 6−4, 4−6         |
| Guanyador | 17.  | 27 de maig de 1985     | Roland Garros (2)                        | Terra batuda | Ivan Lendl        | 3−6, 6−4, 6−2, 6−2         |
| Guanyador | 18.  | 8 de juliol de 1985    | Boston, Estats Units                     | Terra batuda | Martín Jaite      | 6−2, 6−4                   |
| Guanyador | 19.  | 15 de juliol de 1985   | Båstad (3)                               | Terra batuda | Stefan Edberg     | 6−1, 6−0                   |
| Finalista | 12.  | 19 d'agost de 1985     | Cincinnati                               | Dura         | Boris Becker      | 4−6, 2−6                   |
| Finalista | 13.  | 16 de setembre de 1985 | Ginebra                                  | Terra batuda | Tomáš Šmíd        | 4−6, 4−6                   |
| Finalista | 14.  | 23 de setembre de 1985 | Barcelona                                | Terra batuda | Thierry Tulasne   | 6−0, 2−6, 6−3, 4−6, 0−6    |
| Finalista | 15.  | 21 d'octubre de 1985   | Tòquio, Japó                             | Moqueta (i)  | Ivan Lendl        | 0−6, 4−6                   |
| Finalista | 16.  | 25 de novembre de 1985 | Open d'Austràlia                         | Gespa        | Stefan Edberg     | 4−6, 3−6, 3−6              |
| Finalista | 17.  | 10 de febrer de 1986   | Miami, Estats Units                      | Dura         | Ivan Lendl        | 6−3, 1−6, 6−7(5), 4−6      |
| Guanyador | 20.  | 17 de març de 1986     | Brussel·les                              | Moqueta (i)  | Broderick Dyke    | 6−2, 6−3                   |
| Finalista | 18.  | 21 de juliol de 1986   | Båstad                                   | Terra batuda | Emilio Sánchez    | 6−7(5), 6−4, 4−6           |
| Guanyador | 21.  | 18 d'agost de 1986     | Cincinnati (3)                           | Dura         | Jimmy Connors     | 6−4, 6−1                   |
| Finalista | 19.  | 3 de novembre de 1986  | Estocolm (3)                             | Dura (i)     | Stefan Edberg     | 2−6, 1−6, 1−6              |
| Guanyador | 22.  | 23 de març de 1987     | Brussel·les (2)                          | Moqueta (i)  | John McEnroe      | 6−3, 6−4                   |
| Guanyador | 23.  | 20 d'abril de 1987     | Montecarlo (2)                           | Terra batuda | Jimmy Arias       | 4−6, 7−5, 6−1, 6−3         |
| Guanyador | 24.  | 11 de maig de 1987     | Roma, Itàlia                             | Terra batuda | Martín Jaite      | 6−3, 6−4, 6−4              |
| Finalista | 20.  | 25 de maig de 1987     | Roland Garros (2)                        | Terra batuda | Ivan Lendl        | 5−7, 2−6, 6−3, 6−7(3)      |
| Guanyador | 25.  | 6 de juliol de 1987    | Boston (2)                               | Terra batuda | Kent Carlsson     | 7−6(5), 6−1                |
| Guanyador | 26.  | 13 de juliol de 1987   | Indianapolis, Estats Units               | Terra batuda | Kent Carlsson     | 7−5, 6−3                   |
| Finalista | 21.  | 31 d'agost de 1987     | US Open, Estats Units                    | Dura         | Ivan Lendl        | 7−6(7), 0−6, 6−7(4), 4−6   |
| Finalista | 22.  | 21 de setembre de 1987 | Barcelona (2)                            | Terra batuda | Martín Jaite      | 6−7(5), 4−6, 6−4, 6−0, 4−6 |
| Finalista | 23.  | 30 de novembre de 1987 | Nabisco Masters, Nova York, Estats Units | Moqueta (i)  | Ivan Lendl        | 2−6, 2−6, 3−6              |
| Guanyador | 27.  | 11 de gener de 1988    | Open d'Austràlia (3)                     | Dura         | Pat Cash          | 6−3, 6−7(3), 3−6, 6−1, 8−6 |
| Guanyador | 28.  | 14 de març de 1988     | Miami                                    | Dura         | Jimmy Connors     | 6−4, 4−6, 6−4, 6−4         |
| Guanyador | 29.  | 23 de maig de 1988     | Roland Garros (3)                        | Terra batuda | Henri Leconte     | 7−5, 6−2, 6−1              |
| Guanyador | 30.  | 15 d'agost de 1988     | Cincinnati (4)                           | Dura         | Stefan Edberg     | 3−6, 7−6(5), 7−6(5)        |
| Guanyador | 31.  | 29 d'agost de 1988     | US Open                                  | Dura         | Ivan Lendl        | 6−4, 4−6, 6−3, 5−7, 6−4    |
| Guanyador | 32.  | 26 de setembre de 1988 | Palerm, Itàlia                           | Terra batuda | Kent Carlsson     | 6−1, 3−6, 6−4              |
| Finalista | 24.  | 10 de juliol de 1989   | Boston                                   | Terra batuda | Andrés Gómez      | 1−6, 4−6                   |
| Finalista | 25.  | 15 d'octubre de 1990   | Lió, França                              | Moqueta (i)  | Marc Rosset       | 3−6, 2−6                   |
| Guanyador | 33.  | 5 de novembre de 1990  | Itaparica, Brasil                        | Dura         | Marcelo Filippini | 6−1, 6−2                   |
| Finalista | 26.  | 6 de maig de 1996      | Pinehurst, Estats Units                  | Terra batuda | Fernando Meligeni | 4−6, 2−6                   |

#### Períodes com a número 1
| Núm. | Predecessor | Dates                   | Successor  | Setmanes | Acumulat |
| ---- | ----------- | ----------------------- | ---------- | -------- | -------- |
| 1.   | Ivan Lendl  | 12/09/1985 − 29/01/1989 | Ivan Lendl | 20       | 20       |

### Dobles masculins: 18 (7−11)
| Llegenda (pre/post 2009)                                 |
| -------------------------------------------------------- |
| Grand Slams (1−2)                                        |
| Tennis Masters Cup / ATP Finals (0−1)                    |
| ATP Masters Series / ATP World Tour Masters 1000 (0−0)   |
| ATP International Series Gold / ATP World Tour 500 (0−0) |
| ATP International Series / ATP World Tour 250 (6−8)      |

| Títols per superfície |
| --------------------- |
| Dura (0−2)            |
| Gespa (1−1)           |
| Terra batuda (5−6)    |
| Moqueta (1−2)         |

| Resultat  | Núm. | Data                   | Torneig                                     | Superfície   | Parella           | Oponents                           | Marcador                |
| --------- | ---- | ---------------------- | ------------------------------------------- | ------------ | ----------------- | ---------------------------------- | ----------------------- |
| Finalista | 1.   | 12 de juliol de 1982   | Båstad, Suècia                              | Terra batuda | Joakim Nyström    | Anders Järryd Hans Simonsson       | 6−0, 3−6, 6−7           |
| Finalista | 2.   | 7 de març de 1983      | Brussel·les, Bèlgica                        | Moqueta (i)  | Hans Simonsson    | Heinz Günthardt Balázs Taróczy     | 2−6, 4−6                |
| Guanyador | 1.   | 11 de juliol de 1983   | Båstad                                      | Terra batuda | Joakim Nyström    | Anders Järryd Hans Simonsson       | 1−6, 7−6, 7−6           |
| Finalista | 3.   | 19 de setembre de 1983 | Ginebra, Suïssa                             | Terra batuda | Joakim Nyström    | Stanislav Birner Blaine Willenborg | 1−6, 6−2, 3−6           |
| Finalista | 4.   | 16 d'abril de 1984     | Montecarlo, Mònaco                          | Terra batuda | Jan Gunnarsson    | Mark Edmondson Sherwood Stewart    | 2−6, 1−6                |
| Finalista | 5.   | 26 de novembre de 1984 | Open d'Austràlia, Austràlia                 | Gespa        | Joakim Nyström    | Mark Edmondson Sherwood Stewart    | 2−6, 2−6, 5−7           |
| Guanyador | 2.   | 17 de setembre de 1984 | Ginebra                                     | Terra batuda | Michael Mortensen | Libor Pimek Tomáš Šmíd             | 6−1, 3−6, 7−5           |
| Guanyador | 3.   | 21 de gener de 1985    | Filadèlfia, Estats Units                    | Moqueta (i)  | Joakim Nyström    | Wojtek Fibak Sandy Mayer           | 3−6, 6−2, 6−2           |
| Guanyador | 4.   | 13 de maig de 1985     | Roma, Itàlia                                | Terra batuda | Anders Järryd     | Ken Flach Robert Seguso            | 4−6, 6−3, 6−2           |
| Finalista | 6.   | 19 d'agost de 1985     | Cincinnati, Estats Units                    | Dura         | Joakim Nyström    | Stefan Edberg Anders Järryd        | 6−4, 2−6, 3−6           |
| Finalista | 7.   | 13 de gener de 1986    | Tennis Masters Cup, Nova York, Estats Units | Moqueta (i)  | Joakim Nyström    | Stefan Edberg Anders Järryd        | 1−6, 6−7                |
| Finalista | 8.   | 21 d'abril de 1986     | Montecarlo (2)                              | Terra batuda | Joakim Nyström    | Guy Forget Yannick Noah            | 4−6, 6−3, 4−6           |
| Guanyador | 5.   | 23 de juny de 1986     | Wimbledon, Regne Unit                       | Gespa        | Joakim Nyström    | Gary Donnelly Peter Fleming        | 7−6, 6−3, 6−3           |
| Finalista | 9.   | 25 d'agost de 1986     | US Open, Estats Units                       | Dura         | Joakim Nyström    | Andrés Gómez Slobodan Živojinović  | 6−4, 3−6, 3−6, 6−4, 3−6 |
| Finalista | 10.  | 6 de juliol de 1987    | Boston, Estats Units                        | Terra batuda | Joakim Nyström    | Hans Gildemeister Andrés Gómez     | 6−7, 6−3, 1−6           |
| Finalista | 11.  | 13 de juliol de 1987   | Indianapolis, Estats Units                  | Terra batuda | Joakim Nyström    | Laurie Warder Blaine Willenborg    | 0−6, 3−6                |
| Guanyador | 6.   | 1 d'agost de 1984      | Praga, Txèquia                              | Terra batuda | Karel Nováček     | Tomáš Krupa Pavel Vízner           | Renúncia                |
| Guanyador | 7.   | 24 d'octubre de 1984   | Santiago, Xile                              | Terra batuda | Karel Nováček     | Tomás Carbonell Francisco Roig     | 4−6, 7−6, 7−6           |

### Equips: 6 (3−3)
| Resultat  | Núm. | Data                      | Torneig                                        | Superfície       | Equip                                       | Oponents                                                           | Marcador |
| --------- | ---- | ------------------------- | ---------------------------------------------- | ---------------- | ------------------------------------------- | ------------------------------------------------------------------ | -------- |
| Finalista | 1.   | 26−28 de desembre de 1983 | Copa Davis, Melbourne, Austràlia               | Gespa            | Anders Järryd Joakim Nystrom Hans Simonsson | Pat Cash Mark Edmonson John Fitzgerald Paul McNamee                | 2−3      |
| Guanyador | 1.   | 16−18 de desembre de 1984 | Copa Davis, Göteborg, Suècia                   | Terra batuda (i) | Stefan Edberg Anders Järryd Henrik Sunstrom | Jimmy Arias Jimmy Connors Peter Fleming John McEnroe               | 4−1      |
| Guanyador | 2.   | 20−22 de desembre de 1985 | Copa Davis, Múnic, Alemanya Occidental (2)     | Moqueta (i)      | Stefan Edberg Anders Järryd Joakim Nystrom  | Boris Becker Andreas Maurer Hans Schwaier Michael Westphal         | 3−2      |
| Guanyador | 3.   | 18−20 de desembre de 1987 | Copa Davis, Göteborg, Suècia (3)               | Terra batuda (i) | Stefan Edberg Anders Järryd Joakim Nystrom  | Anand Amritraj Vijay Amritraj Ramesh Krishnan Srinivasan Vasudevan | 5−0      |
| Finalista | 2.   | 16−18 de desembre de 1988 | Copa Davis, Göteborg, Suècia (2)               | Terra batuda (i) | Kent Carlsson Stefan Edberg Anders Järryd   | Boris Becker Eric Jelen Patrik Kühnen Carl-Uwe Steeb               | 1−4      |
| Finalista | 3.   | 15−17 de desembre de 1989 | Copa Davis, Stuttgart, Alemanya Occidental (3) | Moqueta (i)      | Stefan Edberg Jan Gunnarson Anders Järryd   | Boris Becker Eric Jelen Patrik Kühnen Carl-Uwe Steeb               | 2−3      |

## Trajectòria

### Individual
| Torneig | 1980 | 1981  | 1982  | 1983  | 1984  | 1985  | 1986  | 1987  | 1988  | 1989  | 1990  | 1991 | 1992 | 1993 | 1994  | 1995  | 1996 | Títols    | V – D     |
| --- | ---- | ----- | ----- | ----- | ----- | ----- | ----- | ----- | ----- | ----- | ----- | ---- | ---- | ---- | ----- | ----- | ---- | --------- | --------- |
| Open d'Austràlia | A    | 1R    | A     | G     | G     | F     | NC    | A     | G     | 2R    | SF    | 4R   | A    | A    | 4R    | 1R    | A    | 3 / 10    | 36 – 7    |
| Roland Garros | A    | A     | G     | F     | SF    | G     | 3R    | F     | G     | QF    | A     | 2R   | A    | A    | 1R    | 2R    | 2R   | 3 / 12    | 47 – 9    |
| Wimbledon | Q1   | 3R    | 4R    | 3R    | 2R    | 1R    | 4R    | QF    | QF    | QF    | A     | A    | A    | A    | A     | 3R    | A    | 0 / 10    | 25 – 10   |
| US Open | A    | A     | 4R    | QF    | QF    | SF    | 4R    | F     | G     | 2R    | 1R    | A    | A    | 3R   | 1R    | 2R    | A    | 1 / 12    | 36 – 11   |
| Masters Cup | A    | A     | 1R    | SF    | SF    | QF    | SF    | F     | RR    | A     | A     | A    | A    | A    | A     | A     | A    | 0 / 7     | 9 – 10    |
| Total Victòries−Derrotes | 1−4  | 13−12 | 61−18 | 82−11 | 54−14 | 69−21 | 54−13 | 71−18 | 53−11 | 34−18 | 22−14 | 9−10 | 0−0  | 3−7  | 17−20 | 21−20 | 7−11 | 571 – 222 | 571 – 222 |
| Rànquing a final d'any | 283  | 69    | 7     | 4     | 4     | 3     | 3     | 3     | 1     | 12    | 41    | 159  | –    | 330  | 129   | 46    | 196  |           |           |
| Llegenda: G: Guanyador; F: Finalista; SF: Semifinalista; QF: Quarts de final; Q: Qualificació; A: Absent; RR: Round Robin; NC: No celebrat |      |       |       |       |       |       |       |       |       |       |       |      |      |      |       |       |      |           |           |

### Dobles masculins
| Open d'Austràlia | A    | QF    | F     | SF    | A     | A     | A   |  | A    | 1R  | 0 / 4     | 12 – 4    |
| Roland Garros | A    | A     | A     | SF    | A     | QF    | A   |  | A    | 3R  | 0 / 3     | 9 – 3     |
| Wimbledon | A    | 2R    | 2R    | 1R    | G     | 2R    | A   |  | A    | 1R  | 0 / 6     | 9 – 5     |
| US Open | A    | 2R    | 1R    | SF    | F     | QF    | A   |  | A    | A   | 0 / 5     | 13 – 5    |
| Total Victòries−Derrotes | 10−9 | 20−15 | 17−10 | 44−15 | 24−14 | 23−16 | 6−6 |  | 10−8 | 3−8 | 168 – 127 | 168 – 127 |
| Rànquing a final d'any | –    | –     | 25    | 4     | 9     | 25    | 179 |  | 165  | 324 |           |           |
| Llegenda: G: Guanyador; F: Finalista; SF: Semifinalista; QF: Quarts de final; Q: Qualificació; A: Absent; RR: Round Robin; NC: No celebrat |      |       |       |       |       |       |     |  |      |     |           |           |